# Viocourt
Viocourt és un municipi francès, situat al departament dels Vosges i a la regió del Gran Est. L'any 2007 tenia 146 habitants.

## Demografia

### Població
El 2007 la població de fet de Viocourt era de 146 persones. Hi havia 64 famílies, de les quals 22 eren unipersonals (9 homes vivint sols i 13 dones vivint soles), 21 parelles sense fills i 21 parelles amb fills.
La població ha evolucionat segons el següent gràfic:
Habitants censats

### Habitatges
El 2007 hi havia 76 habitatges, 63 eren l'habitatge principal de la família, 8 eren segones residències i 5 estaven desocupats. Tots els 76 habitatges eren cases. Dels 63 habitatges principals, 58 estaven ocupats pels seus propietaris i 5 estaven llogats i ocupats pels llogaters; 1 tenia dues cambres, 2 en tenien tres, 15 en tenien quatre i 45 en tenien cinc o més. 44 habitatges disposaven pel capbaix d'una plaça de pàrquing. A 26 habitatges hi havia un automòbil i a 30 n'hi havia dos o més.

### Piràmide de població
La piràmide de població per edats i sexe el 2009 era:
| Homes | Edats   | Dones |
| ----- | ------- | ----- |
| 0     | 95 o +  | 0     |
| 0     | 90 a 94 | 0     |
| 0     | 85 a 89 | 0     |
| 0     | 80 a 84 | 0     |
| 4     | 75 a 79 | 4     |
| 8     | 70 a 74 | 8     |
| 4     | 65 a 69 | 4     |
| 4     | 60 a 64 | 4     |
| 0     | 55 a 59 | 4     |
| 0     | 50 a 54 | 0     |
| 8     | 45 a 49 | 4     |
| 12    | 40 a 44 | 8     |
| 4     | 35 a 39 | 4     |
| 0     | 30 a 34 | 0     |
| 4     | 25 a 29 | 4     |
| 0     | 20 a 24 | 4     |
| 4     | 15 a 19 | 8     |
| 4     | 10 a 14 | 12    |
| 0     | 5 a 9   | 0     |
| 0     | 0 a 4   | 0     |

## Economia
El 2007 la població en edat de treballar era de 92 persones, 71 eren actives i 21 eren inactives. De les 71 persones actives 68 estaven ocupades (42 homes i 26 dones) i 3 estaven aturades (2 homes i 1 dona). De les 21 persones inactives 7 estaven jubilades, 3 estaven estudiant i 11 estaven classificades com a «altres inactius».

### Ingressos
El 2009 a Viocourt hi havia 64 unitats fiscals que integraven 149,5 persones, la mediana anual d'ingressos fiscals per persona era de 14.645 €.

### Activitats econòmiques
Dels 6 establiments que hi havia el 2007, 1 era d'una empresa de construcció, 1 d'una empresa de comerç i reparació d'automòbils, 1 d'una empresa de serveis i 3 d'empreses classificades com a «altres activitats de serveis».
Els 2 serveis als particulars que hi havia el 2009 eren perruqueries.
L'únic establiment comercial que hi havia el 2009 era una botiga de mobles.
L'any 2000 a Viocourt hi havia 9 explotacions agrícoles que ocupaven un total de 470 hectàrees.

## Poblacions més properes
El següent diagrama mostra les poblacions més properes.